# Nwankwo Kanu
Nwankwo Kanu (sinh ngày 1 tháng 8 năm 1976) là cựu cầu thủ bóng đá người Nigeria chơi ở vị trí tiền đạo. Kanu bắt đầu sự nghiệp của mình tại câu lạc bộ của quê nhà Nigeria Iwuanyanwu Nationale sau đó anh lần lượt chơi cho các câu lạc bộ Ajax Amsterdam của Hà Lan, Inter Milan của Ý và 3 câu lạc bộ của Anh gồm Arsenal, West Bromwich Albion và Portsmouth. Anh được công nhận là một trong những cầu thủ bóng đá châu Phi vĩ đại nhất mọi thời đại. Là thành viên của Arsenal 'Bất bại', anh được câu lạc bộ vinh danh là một trong những cầu thủ vĩ đại nhất từ trước đến nay. Kanu có 1 lần vô địch UEFA Champions League, 1 lần vô địch UEFA Cup, 3 lần vô địch FA Cup và 2 lần giành giải Cầu thủ xuất sắc nhất châu Phi. Anh là một trong số ít cầu thủ có các danh hiệu vô địch Premier League, FA Cup, UEFA Champions League, UEFA Cup và huy chương vàng Olympic. Anh còn là người hùng ghi bàn thắng vàng trong trận bán kết Olympic 1996. Tính đến tháng 4 năm 2021, anh có số lần ra sân thay người nhiều thứ chín trong lịch sử Premier League, vào sân từ băng ghế dự bị 118 lần, và được coi là một trong những cầu thủ xuất sắc nhất trong lịch sử Bóng đá châu Phi.
Anh cũng là Đại sứ thiện chí của UNICEF, và đại sứ thương hiệu Châu Phi cho nhà điều hành truyền hình kỹ thuật số StarTimes. Anh cũng là chủ sở hữu của Kanu Sports TV, một công ty truyền hình thể thao trên Internet.

## Khởi đầu sự nghiệp
Sinh ra ở Owerri, Imo State, Kanu bắt đầu sự nghiệp của mình tại đội bóng địa phương Federal Works trước khi chuyển đến Iwuanyanwu Nationale. Sau màn trình diễn đáng chú ý trong chiến dịch giành chiến thắng U-17 World Championship của Nigeria, anh đã được gã khổng lồ Hà Lan AFC Ajax ký hợp đồng vào năm 1993 với mức phí không được tiết lộ. Anh ra mắt Ajax vào năm đó và ghi 25 bàn sau 54 lần ra sân. Kanu cũng vào sân với tư cách dự bị trong trận chung kết UEFA Champions League 1995 của Ajax với chiến thắng 1–0 trước AC Milan. Năm tiếp theo, Ajax lại lọt vào trận chung kết UEFA Champions League 1996, nhưng thua trước Juventus trên chấm phạt đền. Kanu đá chính và chơi toàn bộ trận đấu đó.

## Cuộc sống cá nhân
Kanu là người gốc Bang Abia, phía đông nam Nigeria, và là thành viên của tiểu nhóm Aro của dân tộc Igbo. Nwankwo có nghĩa là "Đứa trẻ sinh ra vào ngày chợ Nkwo" trong ngôn ngữ Igbo.
Em trai của Kanu, Christopher, cũng là một cầu thủ bóng đá, từng chơi ở vị trí hậu vệ; anh còn có một người em trai khác, Ogbonna. Kanu là một thành viên Kitô giáo.
Kanu sinh ra với khuyết tật tim bẩm sinh, khiến van động mạch chủ của anh không thể đóng lại bình thường; nó được phát hiện và phẫu thuật vào năm 1996. Mặc dù người ta lo sợ rằng anh sẽ không thi đấu trở lại và điều đó sẽ ảnh hưởng đến sự nghiệp của anh ấy, nhưng anh đã bình phục hoàn toàn. 
Anh phải trải qua cuộc kiểm tra y tế hàng năm để phát hiện tình trạng này. Vào tháng 3 năm 2014, anh đã trải qua ca phẫu thuật chỉnh sửa tim thành công một lần nữa tại Hoa Kỳ.

## Thống kê sự nghiệp

### Câu lạc bộ
| Câu lạc bộ           | Mùa giải            | Giải đấu                | Giải đấu | Giải đấu  | Cúp quốc gia | Cúp quốc gia | League Cup | League Cup | Châu lục | Châu lục  | Giải khác | Giải khác | Tổng cộng | Tổng cộng |
| Câu lạc bộ           | Mùa giải            | Giải đấu                | Số trận  | Bàn thắng | Số trận      | Bàn thắng    | Số trận    | Bàn thắng  | Số trận  | Bàn thắng | Số trận   | Bàn thắng | Số trận   | Bàn thắng |
| -------------------- | ------------------- | ----------------------- | -------- | --------- | ------------ | ------------ | ---------- | ---------- | -------- | --------- | --------- | --------- | --------- | --------- |
| Iwuanyanwu Nationale | 1992–93             | Nigerian Premier League | 25       | 15        |              |              |            |            |          |           | –         | –         | 25        | 15        |
| Ajax                 | 1993–94             | Eredivisie              | 6        | 2         | 0            | 0            | –          | –          |          |           | –         | –         | 6         | 2         |
| Ajax                 | 1994–95             | Eredivisie              | 18       | 10        | 1            | 1            | –          | –          | 7        | 1         | –         | –         | 26        | 12        |
| Ajax                 | 1995–96             | Eredivisie              | 30       | 13        | 0            | 0            | –          | –          | 9        | 0         | 3         | 0         | 42        | 13        |
| Ajax                 | Tổng cộng           | Tổng cộng               | 54       | 25        | 1            | 1            | 0          | 0          | 16       | 1         | 3         | 0         | 74        | 27        |
| Inter Milan          | 1996–97             | Serie A                 | 0        | 0         |              |              | –          | –          | 0        | 0         | –         | –         | 0         | 0         |
| Inter Milan          | 1997–98             | Serie A                 | 11       | 1         | 2            | 0            | –          | –          | 5        | 0         | –         | –         | 18        | 1         |
| Inter Milan          | 1998–99             | Serie A                 | 1        | 0         | 1            | 0            | –          | –          |          |           | –         | –         | 2         | 0         |
| Inter Milan          | Tổng cộng           | Tổng cộng               | 12       | 1         | 3            | 0            | 0          | 0          | 5        | 0         | 0         | 0         | 20        | 1         |
| Arsenal              | 1998–99             | Premier League          | 12       | 6         | 5            | 1            | 0          | 0          | 0        | 0         | –         | –         | 17        | 7         |
| Arsenal              | 1999–2000           | Premier League          | 31       | 12        | 2            | 0            | 1          | 1          | 15       | 3         | 1         | 1         | 50        | 17        |
| Arsenal              | 2000–01             | Premier League          | 27       | 3         | 1            | 0            | 0          | 0          | 14       | 2         | –         | –         | 42        | 5         |
| Arsenal              | 2001–02             | Premier League          | 23       | 3         | 5            | 2            | 2          | 1          | 9        | 0         | –         | –         | 39        | 6         |
| Arsenal              | 2002–03             | Premier League          | 16       | 5         | 1            | 0            | 1          | 0          | 8        | 1         | –         | –         | 26        | 6         |
| Arsenal              | 2003–04             | Premier League          | 10       | 1         | 3            | 0            | 4          | 2          | 7        | 0         | –         | –         | 24        | 3         |
| Arsenal              | Tổng cộng           | Tổng cộng               | 119      | 30        | 17           | 3            | 8          | 4          | 53       | 6         | 1         | 1         | 198       | 44        |
| West Bromwich Albion | 2004–05             | Premier League          | 28       | 2         | 2            | 1            | 0          | 0          | –        | –         | –         | –         | 30        | 3         |
| West Bromwich Albion | 2005–06             | Premier League          | 25       | 5         | 1            | 0            | 2          | 1          | –        | –         | –         | –         | 28        | 6         |
| West Bromwich Albion | Tổng cộng           | Tổng cộng               | 53       | 7         | 3            | 1            | 2          | 1          | 0        | 0         | 0         | 0         | 58        | 9         |
| Portsmouth           | 2006–07             | Premier League          | 36       | 10        | 2            | 2            | 0          | 0          | –        | –         | –         | –         | 38        | 12        |
| Portsmouth           | 2007–08             | Premier League          | 25       | 4         | 5            | 2            | 1          | 1          | –        | –         | –         | –         | 31        | 7         |
| Portsmouth           | 2008–09             | Premier League          | 17       | 1         | 2            | 0            | 1          | 0          | 5        | 1         | –         | –         | 25        | 2         |
| Portsmouth           | 2009–10             | Premier League          | 23       | 2         | 1            | 0            | 4          | 2          | –        | –         | –         | –         | 28        | 4         |
| Portsmouth           | 2010–11             | Championship            | 32       | 2         | 1            | 0            | 1          | 0          | –        | –         | –         | –         | 34        | 2         |
| Portsmouth           | 2011–12             | Championship            | 10       | 1         | 0            | 0            | 1          | 0          | –        | –         | –         | –         | 11        | 1         |
| Portsmouth           | Tổng cộng           | Tổng cộng               | 143      | 20        | 11           | 4            | 8          | 3          | 5        | 1         | 0         | 0         | 167       | 28        |
| Tổng cộng sự nghiệp  | Tổng cộng sự nghiệp | Tổng cộng sự nghiệp     | 406      | 98        | 35           | 9            | 18         | 8          | 79       | 8         | 4         | 1         | 542       | 124       |

1. 1 2 3 4 5 6  Số trận ở UEFA Champions League
2. ↑  Một trận ở 1995 Intercontinental Cup, một trận ở 1995 UEFA Super Cup, một trận ở 1995 Dutch Supercup
3. 1 2  Số trận ở UEFA Cup
4. ↑  Số trận ở UEFA Champions League and UEFA Cup
5. ↑  Một trận ở 1999 FA Charity Shield

## Danh hiệu

### Câu lạc bộ
Iwuanyanwu Nationale
- Nigerian Premier League: 1992–93[26]

Ajax
- Eredivisie: 1993–94, 1994–95, 1995–96[26]
- UEFA Champions League: 1994–95[26]
- UEFA Super Cup: 1995[26]
- Intercontinental Cup: 1995[26]

Inter Milan
- UEFA Cup: 1997–98[26]

Arsenal
- Premier League: 2001–02, 2003–04[3]
- FA Cup: 2001–02,[27] 2002–03[28]
- FA Charity Shield: 1999[29]
- UEFA Cup: Á quân 1999–2000[30]

Portsmouth
- FA Cup: 2007–08[31]

### Quốc tế
U-17 Nigeria
- FIFA U-17 World Cup: 1993[26]

U-23 Nigeria
- Huy chương Vàng Olympic 1996[26]

Nigeria
- Afro-Asian Cup of Nations: 1995[cần dẫn nguồn]
- African Cup of Nations: Á quân 2000[32]